# Antoni Comellas i Cluet

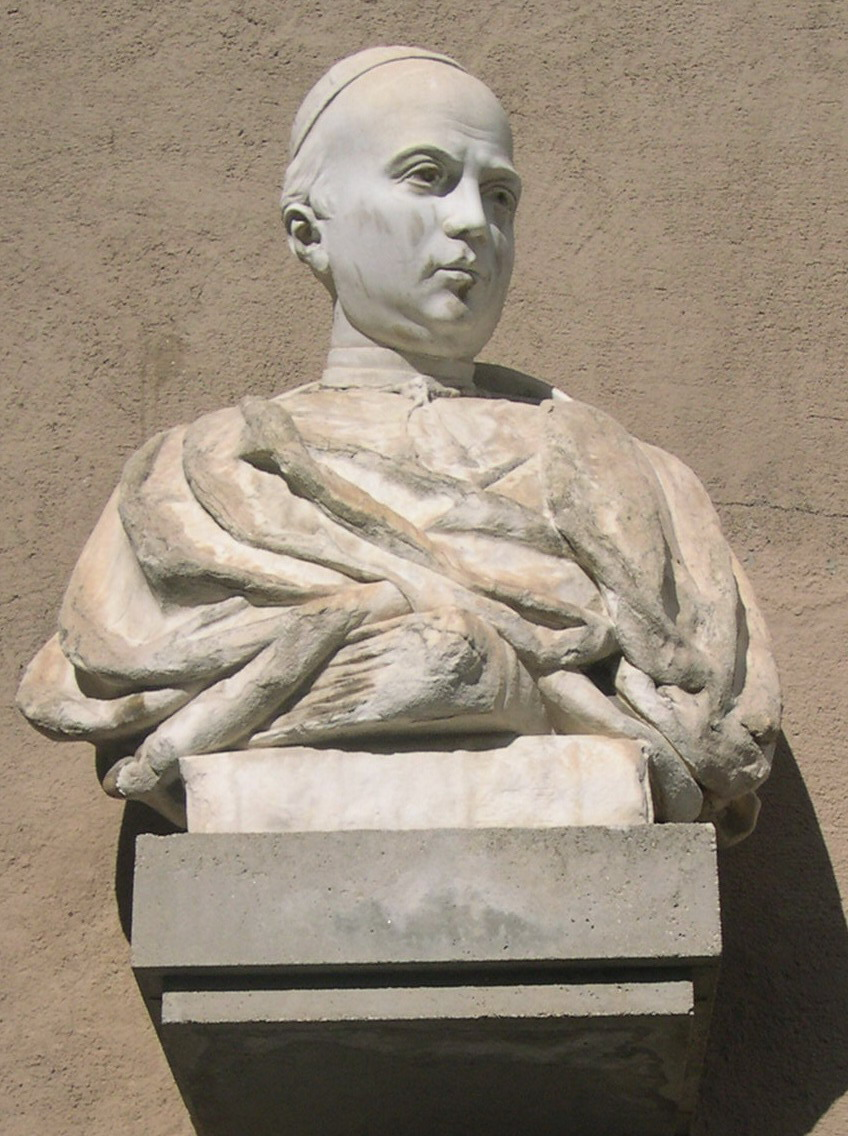
Busto de Antoni Comellas i Cluet

Antoni Comellas i Cluet (Berga, 16 de janeiro de 1832 – 3 de junho de 1884) foi um filósofo, considerado um dos precursores do movimento neoescolástico.

## Obra
- De misterio sanctissimae trinitatis dissertatio, Solsona, 1867.
- Demostración de la armonía entre la religión católica y la ciencia , Barcelona, 1880.
- Introducción á la filosofía, ó sea doctrina, sobre la dirección al ideal de la ciencia, Barcelona, 1883.
- Apuntes de Apologética (inédita).
- El matrimonio civil (inédita).
- La tolerancia (inédita).
- Las misiones (inédita).